# Anna Linder
Anna Viktoria Linder, född Pfeiff 24 september 1873 i Lilla Malma församling, Södermanlands län, död 4 december 1950 i Katarina församling, Stockholm, var en svensk sjuksköterska. 
Linder var utbildad sophiasyster. Hon verkade 1915–1920 som Svenska Röda Korsets delegat bland krigsfångarna i Ryssland och Sibirien och ledde 1923–1924 det svenska hjälparbetet i Ruhrområdet. Hon blev 1927 medicine hedersdoktor vid Uppsala universitet.
Anna Linders föräldrar var mejeriidkaren, friherre Teodor Pfeiff och hans första hustru friherrinnan Ottilia Fleetwood (släkten Fleetwood). Anna Linder gifte sig 1898 med hamnkaptenen i Stockholm C.A.M. Linder (1858–1911), bror till Wilhelm Linder, som för övrigt var gift med Annas syster Elin Pfeiff.